# Костурино
Костурино (мкд. Костурино) је насеље у Северној Македонији, у југоисточном делу државе. Костурино је насеље у оквиру општине Струмица.

## Географија
Костурино је смештено у југоисточном делу Северне Македоније, близу државне границе са Грчком (10 km источно од села). Од најближег града, Струмице, насеље је удаљено 14 km јужно.
Насеље Костурино се налази у историјској области Беласица. Насеље је положено на у невеликом пољу између планина Беласице и Плавуш, на приближно 440 метара надморске висине.
Месна клима је континентална.

## Становништво
Костурино је према последњем попису из 2002. године имало 1.280 становника.
Већинско становништво у насељу су етнички Македонци (99%).
Претежна вероисповест месног становништва је православље.

## Галерија
- Костурино, православна црква Св. Димитрије
- Панорама Костурина 1931. године